# Anii 800
Secole: Secolul al VIII-lea - Secolul al IX-lea - Secolul al X-lea
Decenii: Anii 750 Anii 760 Anii 770 Anii 780 Anii 790 - Anii 800 - Anii 810 Anii 820 Anii 830 Anii 840 Anii 850
Ani: 800 | 801 | 802 | 803 | 804 | 805 | 806 | 807 | 808 | 809